# Tamás Lévai
Tamás Lévai (ur. 1999) – węgierski zapaśnik startujący w stylu klasycznym. Brązowy medalista mistrzostw świata w 2022; piąty w 2021. Trzeci na mistrzostwach Europy w 2022. Dwunasty w Pucharze Świata w 2020. Złoty medalista MŚ wojskowych w 2025.
Mistrz świata U-23 w 2021 i trzeci w 2018. Drugi na ME U-23 w 2021; trzeci w 2018. Mistrz Europy juniorów w 2019 i trzeci w 2018 roku.